# Siham Hilali

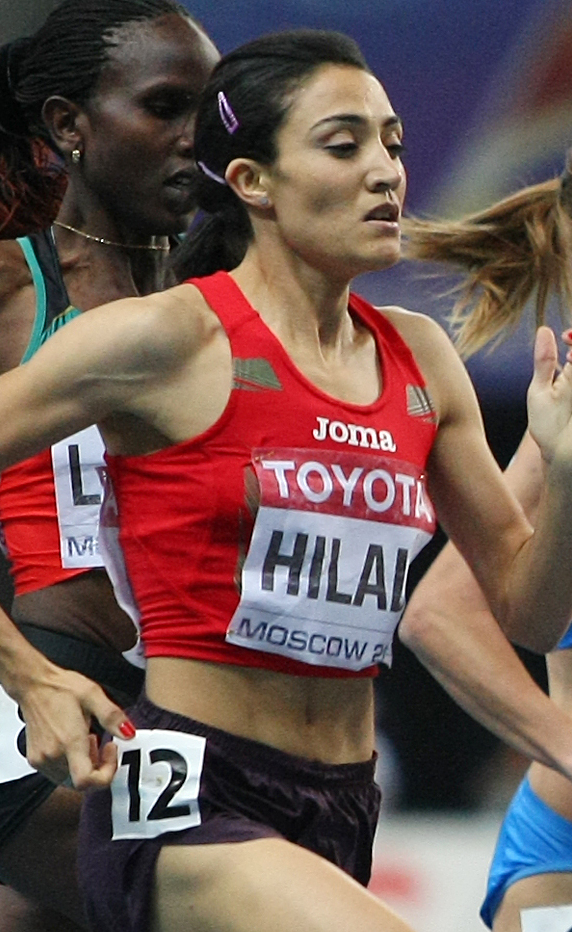
2013

Siham Hilali (sinh ngày 2 tháng 5 năm 1986 tại Khouribga ) là một nữ vận động viên chạy bộ đường dài trung bình Ma-rốc, chuyên về 1500 mét.

## Thành tích
| Năm                | Giải đấu                   | Địa điểm               | Thứ hạng           | Nội dung           | Chú thích          |
| Representing Maroc | Representing Maroc         | Representing Maroc     | Representing Maroc | Representing Maroc | Representing Maroc |
| ------------------ | -------------------------- | ---------------------- | ------------------ | ------------------ | ------------------ |
| 2003               | World Youth Championships  | Sherbrooke, Canada     | 1st                | 3000 m             | 9:12.70            |
| 2004               | World Junior Championships | Grosseto, Italy        | 3rd                | 1500 m             | 4:17.39            |
| 2004               | World Junior Championships | Grosseto, Italy        | 3rd                | 3000 m             | 9:03.16 (PB)       |
| 2007               | World Athletics Final      | Stuttgart, Germany     | 8th                | 1500 m             | 4:16.51            |
| 2007               | World Championships        | Osaka, Japan           | 31st (h)           | 1500 m             | 4:22.12            |
| 2008               | World Indoor Championships | Valencia, Spain        | 5th                | 1500 m             | 4:15.54            |
| 2008               | Olympic Games              | Beijing, China         | 10th               | 1500 m             | 4:05.57            |
| 2009               | Mediterranean Games        | Pescara, Italy         | 4th                | 1500 m             | 4:12.83            |
| 2009               | World Championships        | Berlin, Germany        | 29th (h)           | 1500 m             | 4:10.57            |
| 2009               | Jeux de la Francophonie    | Beirut, Lebanon        | 2nd                | 1500 m             | 4:21.56            |
| 2010               | African Championships      | Nairobi, Kenya         | 11th               | 1500 m             | 4:20.98            |
| 2011               | World Championships        | Daegu, South Korea     | 16th (sf)          | 1500 m             | 4:09.64            |
| 2011               | Pan Arab Games             | Doha, Qatar            | 2nd                | 1500 m             | 4:20.83            |
| 2012               | World Indoor Championships | Istanbul, Turkey       | 11th (h)           | 1500 m             | 4:11.69            |
| 2012               | Olympic Games              | London, Great Britain  | 14th (sf)          | 1500 m             | 4:04.79            |
| 2013               | Mediterranean Games        | Mersin, Turkey         | 2nd                | 800 m              | 2:00.79            |
| 2013               | Mediterranean Games        | Mersin, Turkey         | 1st                | 1500 m             | 4:04.06            |
| 2013               | World Championships        | Moscow, Russia         | 11th               | 1500 m             | 4:09.16            |
| 2013               | Jeux de la Francophonie    | Nice, France           | 4th                | 800 m              | 2:03.73            |
| 2013               | Jeux de la Francophonie    | Nice, France           | 2nd                | 1500 m             | 4:18.89            |
| 2013               | Islamic Solidarity Games   | Palembang, Indonesia   | 2nd                | 800 m              | 2:07.29            |
| 2013               | Islamic Solidarity Games   | Palembang, Indonesia   | 2nd                | 1500 m             | 4:19.79            |
| 2014               | World Indoor Championships | Sopot, Poland          | 4th                | 1500 m             | 4:07.62            |
| 2014               | African Championships      | Marrakech, Morocco     | –                  | 800 m              | DNF                |
| 2015               | World Championships        | Beijing, China         | —                  | 1500 m             | DNF                |
| 2016               | African Championships      | Durban, South Africa   | 5th                | 1500 m             | 4:07.39            |
| 2016               | Olympic Games              | Rio de Janeiro, Brazil | 33rd (h)           | 1500 m             | 4:13.46            |
| 2017               | Islamic Solidarity Games   | Baku, Azerbaijan       | 5th                | 1500 m             | 4:23.66            |
| 2017               | Jeux de la Francophonie    | Abidjan, Ivory Coast   | 3rd                | 800 m              | 2:02.40            |
| 2017               | Jeux de la Francophonie    | Abidjan, Ivory Coast   | 3rd                | 1500 m             | 4:18.87            |

## Thành tích cá nhân tốt nhất
Ngoài trời
- 800 mét - 2: 02.04 phút (2011)
- 1500 mét - 4: 01,33 phút (2011)
- 3000 mét - 9: 03,16 phút (2004)
- Dốc 3000 mét - 8: 18.11 phút (2006)

Trong nhà
- 1500 mét - 4: 10,09 phút (2008)
- 3000 mét - 8: 59,60 phút (2011)